# Ulla Norrléen
Ulla Anna Eleonora Norrléen, gift Adolfsson, född 10 september 1921 i Stora Malms församling i Södermanlands län, död 24 juni 2011 i Katarina församling i Stockholm, var en svensk friidrottare (höjdhopp) som tävlade för Katrineholms AIK.